# Textwortmethode
Die Textwortmethode ermöglicht die Indexierung und das Retrieval von Literatur aus Fachgebieten, die keine allseits akzeptierte Fachterminologie vorweisen, also viele Sozial- und Geisteswissenschaften, vorneweg die Philosophie. Für den Einsatz in der elektronischen Philosophie-Dokumentation hat Norbert Henrichs in den späten sechziger Jahren die Textwortmethode entworfen. Er ist damit nicht nur einer der Pioniere der Anwendung der elektronischen Datenverarbeitung in der Informationspraxis, sondern auch der Pionier bei der Dokumentation terminologisch nicht starrer Fachsprachen.
Die Textwortmethode findet einerseits Einsatz als dokumentarische Methode, andererseits bietet sie mit ihrem Indexierungsvokabular eine empirische Basis für themenanalytische informetrische Verfahren. Diese Verfahren ihrerseits fundieren wissenschafts- bzw. philosophiehistorische Untersuchungen bzw. begriffsgeschichtliche Analysen. Zudem ist die Textwortmethode geeignet, empirisches Material für die Konstruktion eines Thesaurus – wenn dieser denn für die Fachdisziplin geeignet ist – zusammenzutragen.